# Элба (тауншип, Миннесота)
Элба (англ. Elba) — тауншип в округе Уинона, Миннесота, США. На 2000 год его население составило 263 человека.

## География
По данным Бюро переписи населения США площадь тауншипа составляет 86,4 км², из которых 86,4 км² занимает суша, a вода составляет 0,03 %.

## Демография
По данным переписи населения 2000 года здесь находились 263 человека, 91 домохозяйство и 74 семьи.  Плотность населения —  3,0 чел./км².  На территории тауншипа расположено 108 построек со средней плотностью 1,3 построек на один квадратный километр. Расовый состав населения: 98,10 % белых и 1,90 % афроамериканцев.
Из 91 домохозяйств в 39,6 % воспитывались дети до 18 лет, в 80,2 % проживали супружеские пары, в 1,1 % проживали незамужние женщины и в 17,6 % домохозяйств проживали несемейные люди. 17,6 % домохозяйств состояли из одного человека, при том 7,7 % из — одиноких пожилых людей старше 65 лет. Средний размер домохозяйства — 2,89, а семьи — 3,27 человека.
30,0 % населения — младше 18 лет, 8,0 % — в возрасте от 18 до 24 лет, 24,0 % — от 25 до 44, 29,7 % — от 45 до 64, и 8,4 % — старше 65 лет. Средний возраст — 40 лет. На каждые 100 женщин приходилось 113,8 мужчин.  На каждые 100 женщин старше 18 приходилось 106,7 мужчин.
Средний годовой доход домохозяйства составлял 43 750 долларов, а средний годовой доход семьи —  60 000 долларов. Средний доход мужчин —  37 000  долларов, в то время как у женщин — 23 750. Доход на душу населения составил 18 246 долларов. За чертой бедности находились 2,8 % семей и 3,7 % всего населения тауншипа, из которых 3,5 % младше 18 и 8,3 % старше 65 лет.